# Claudia Bandion-Ortner

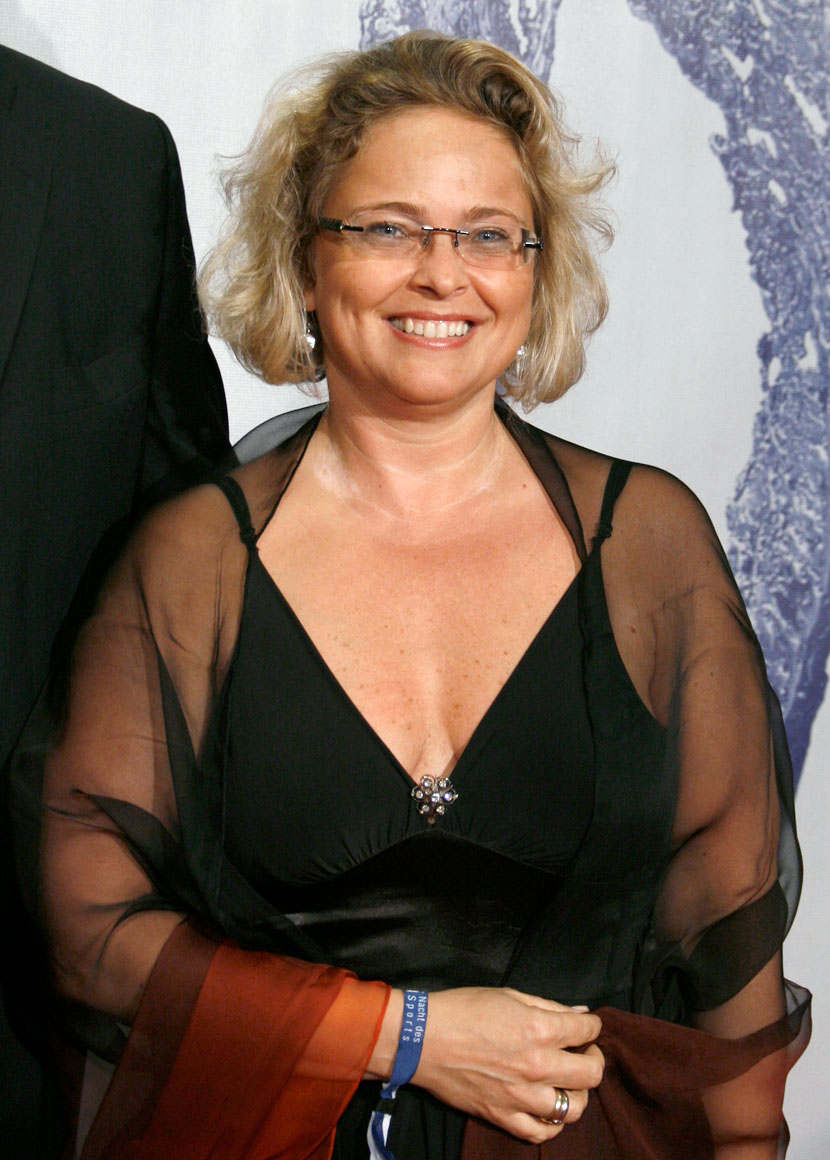
Claudia Bandion-Ortner (2009)

Claudia Bandion-Ortner (* 30. November 1966 in Graz) ist eine österreichische Juristin, Richterin und war von 15. Jänner 2009 bis 21. April 2011 österreichische Justizministerin.

## Herkunft
Ortner wuchs im Lungau (Salzburg) auf, wohin die Familie übersiedelte, als Ortner elf Jahre alt war, und wo ihr Vater bis 2005 Vorsteher des Bezirksgerichts in Tamsweg war. Auch ihr Großvater war bereits Richter, ein Onkel und zwei ihrer Cousins sind Rechtsanwälte. 

## Karriere
Nach der Matura im Jahr 1985 studierte sie in Graz Rechtswissenschaft. 1989 erfolgte die Sponsion zur Mag. iur.
Seit Jänner 1994 ist sie Richterin am Landesgericht für Strafsachen Wien, zunächst als Untersuchungsrichterin in einer Suchtgiftabteilung, danach als Verhandlungsrichterin (Hauptverhandlungen). Ihre Laufbahn bei Gericht führte sie in die Abteilung für Wirtschaftskriminalität. Einer breiteren Öffentlichkeit wurde Bandion-Ortner als Vorsitzende der Schöffengerichte der Verhandlungen zur Pleite der Konsumgenossenschaft Konsum (1999) und zur „BAWAG-Affäre“ (2007–2008) bekannt.
Am 15. Jänner 2009 wurde Bandion-Ortner für die ÖVP als parteiunabhängige Bundesministerin für Justiz in der SPÖ-ÖVP-Koalitionsregierung (Bundesregierung Faymann I) angelobt.
Nach dem Rücktritt von Josef Pröll im April 2011 nahm dessen Nachfolger Michael Spindelegger Änderungen an der aktuellen Regierung vor. Aufgrund dieser Regierungsumbildung wurde Bandion-Ortner am 21. April 2011 von der bisherigen Bundesministerin für Wissenschaft und Forschung Beatrix Karl ersetzt.
Sie blieb als Richterin ernannt, arbeitete aber für die Internationale Anti-Korruptionsakademie (IACA), bis sie die stellvertretende Generalsekretärin des internationalen König-Abdullah-Zentrums für interreligiösen und interkulturellen Dialog wurde. In dieser Funktion tätigte sie im Oktober 2014 in einem Interview mit dem Nachrichtenmagazin Profil Äußerungen, die heftige Kritik in Politik, Richterschaft, Medien und bei Amnesty International hervorriefen. Ihre Aussage „Das ist nicht jeden Freitag!“ über öffentliche Hinrichtungen in Saudi-Arabien wurde zum Un-Spruch des Jahres 2014 gewählt. Im Jänner 2015 wurde ihr Rücktritt von dieser Funktion bekannt, und war wieder als Richterin am Landesgericht für Strafsachen Wien tätig.
Seit November 2022 arbeitet sie als Richterin am Landesgericht Klagenfurt.
Dort verhandelte sie etwa im Oktober 2024 einen Großprozess um die vermeintliche Kryptowährungsfirma EXW gegen elf Angeklagte. Den Beschuldigten wurde vorgeworfen, 40.000 Anleger in aller Welt um mindestens 20 Mio. Euro gebracht zu haben. Der Fall wird als größter Krypto-Betrug Österreichs gewertet.

## Privates
Bandion-Ortner war mit dem Kriminalbeamten Andreas Bandion verheiratet, den sie im großen Schwurgerichtssaal des Straflandesgerichtes heiratete. Gemeinsam haben sie einen Sohn. Seit 2015 ist der ehemalige slowenische Justizminister Aleš Zalar ihr Lebensgefährte.